# Église Saint-Pierre-Saint-Paul de Colombelles
L'église Saint-Pierre-Saint-Paul est une église catholique de la fin de la Reconstruction en Normandie, située à Colombelles, dans le département du Calvados, en France. 